# Olaf Breidbach
Olaf Breidbach (* 8. November 1957 in Monheim am Rhein; † 22. Juli 2014 in Jena) war ein deutscher Philosoph, Biologe und Wissenschaftshistoriker mit Schwerpunkten in der Geschichte der Hirnforschung, der Theorie der Geschichte der Wissenschaften, der Systemtheorie, der Wissenschaftskultur um 1800, Fragen der Wissenschaftspopularisierung und Wissenschaftswahrnehmungen sowie der Naturphilosophie.

## Ausbildung
Nach dem Besuch der Volksschule Altenberg-Blecher (Odenthal) und des Freiherr vom Stein-Gymnasiums in Leverkusen studierte Breidbach Kunstwissenschaft, Philosophie, Biologie und Paläontologie an der Universität Bonn. 1982 wurde er mit einer Arbeit über Das Organische in Hegels Denken zum Dr. phil. und 1984 mit einer Arbeit zur Biologie des Hausbocks zum Dr. rer. nat.promoviert. 1985–1987 arbeitete er als Liebig-Stipendiat am Institut für Entwicklungsphysiologie der Universität Köln zur Metamorphose des Käferhirns, 1987 am Aufbau einer Arbeitsgruppe zur neuronalen Entwicklung an der Universität Bonn. 1988–1994 war er Mitglied im SPP „Struktur und Dynamik neuronaler Strukturen“ der DFG. 1989 habilitierte er sich für das Fach Zoologie, 1990 erhielt er den Forschungspreis des Landes NRW für ein Projekt zur Neuroinformatik und Arbeiten zu Fragen der Entwicklung und der Evolution des Nervensystems. 1994 war er wissenschaftlicher Mitarbeiter am Mathematischen Institut der Universität Bochum, Themenbereich Neuronale Netze, Strukturdynamik und Strukturevolution.

## Funktion
Seit 1995 war Olaf Breidbach Inhaber des Lehrstuhls für Geschichte der Naturwissenschaften an der Universität Jena, Direktor des Institutes für Geschichte der Medizin, Naturwissenschaft und Technik an der Friedrich-Schiller-Universität Jena und Direktor des Museums „Ernst-Haeckel-Haus“ sowie Leiter des Bereichs Theoretische Biologie an der Biologisch-Pharmazeutischen Fakultät der Universität. 1999–2002 war er zusätzlich Direktor des Theorielabors – Forschungsstelle für Strukturdynamik und Strukturevolution. 1995–2005 war er Vertrauensdozent der Studienstiftung des Deutschen Volkes, 1998–2007 Vorstand und 2007–2010 Sprecher des Sonderforschungsbereiches „Ereignis Weimar-Jena. Kultur um 1800“, seit 2004 Mitglied der Deutschen Akademie der Naturforscher Leopoldina sowie korrespondierendes Mitglied der Mathematisch/Physikalischen Klasse der Akademie der Wissenschaften zu Göttingen. Breidbach war auch Mitglied des Beirats des Mitteleuropäischen Instituts für Philosophie (SIF) in Prag. Seit 2013 war er ordentliches Mitglied des Deutschen Zentrums für integrative Biodiversitätsforschung (iDiv) Halle-Jena-Leipzig.

## Herausgeberschaften
- Theory in Biosciences (Springer, Heidelberg), Zeitschrift für Europäische Wissenschaftskultur (Steiner, Stuttgart), Neuronale Ästhetik (Springer, Wien), der Reihe Ernst-Haeckel-Haus-Studien. Monographien zur Geschichte der Biowissenschaften und Medizin (VWB, Berlin), der Reihe Wissenschaftskultur um 1900 (Steiner, Stuttgart),
- Mitherausgeber der Reihe Theorie der Biowissenschaften (VWB, Berlin), Science and Religion (LIT, Stuttgart) und des Editionsprogramms Biowissenschaften der Historia Scientiarum (Olms, Hildesheim),
- Mitglied im Beirat des Jahrbuchs für Geschichte und Theorie der Biologie (VWB, Berlin); Kultur-Poetik (Vandenhoeck & Ruprecht); Scientia poetica (Max Niemeyer), Rudolstädter Naturhistorische Schriften (Hahndruck Kranichfeld); Estetica (Associazione Italiana per gli Studi di Estetica), Annals of the History and Philosophy of Biology (Universitätsverlag Göttingen); arte e critica (Mimesis, Mailand) sowie der Buchreihe Theatrum scientiarum (de Gruyter). Archives for the Philosophy and History of Soft Computing: Mitglied des Editorial Boards.

## Publikationen (Auswahl)
Einzelpublikationen
- Das Organische in Hegels Denken. Studie zur Naturphilosophie und Biologie um 1800. Würzburg 1982.
- Der Analogieschluß in den Naturwissenschaften oder Die Fiktion des Realen. Bemerkungen zur Mystik des Induktiven. Frankfurt am Main 1987.
- Expeditionen ins Innere des Kopfes. Von Nervenzellen, Geist und Seele. Stuttgart 1993.
- Die Materialisierung des Ichs. Zur Geschichte der Hirnforschung im 19. und 20. Jahrhunderts. Frankfurt am Main 1997.
- Deutungen. Zur philosophischen Dimension der internen Repräsentation. Weilerswist 2001.
- Goethes Metamorphosenlehre. München 2005.
- Neue Wissensordnungen. Wie aus Informationen und Nachrichten kulturelles Wissen entsteht. Frankfurt am Main 2008.
- Goethes Naturverständnis. München 2011.
- Radikale Historisierung. Kulturelle Selbstversicherung im Postdarwinismus. Berlin 2011.
- Neuronale Ästhetik. Zur Morpho-Logik des Anschauens. München 2013.
- Geschichte der Naturwissenschaften, Band I: Die Antike, Berlin 2015.

Gemeinschaftspublikationen
- mit Federico Vercellone: Anschauung denken. Zum Ansatz einer Morphologie des Unmittelbaren. München 2011.
- mit Kerrin Klinger und Matthias Müller: Camera Obscura. Die Dunkelkammer in ihrer historischen Entwicklung. Stuttgart 2013.

Herausgaben
- mit Ernst Florey: Das Gehirn – Organ der Seele? Zur Ideengeschichte der Neurobiologie. Berlin 1993.
- mit Paul Ziche: Naturwissenschaften um 1800. Wissenschaftskultur in Jena-Weimar. Weimar 2001.
- mit Federico Vercellone: Concepts of Morphology. Mimesis Edizioni. Milano, Udine 2008.
- mit Peter Heering, Matthias Müller und Heiko Weber: Experimentelle Wissenschaftsgeschichte. München 2010.
- mit Hartmut Rosa: Laboratorium Aufklärung. München 2010.
- mit Kerrin Klinger und André Karliczek: Natur im Kasten. Lichtbild, Schattenriss, Umzeichnung und Naturselbstdruck um 1800. Jena 2010.
- mit Roswitha Burwick: Physik um 1800. Kunst, Wissenschaft oder Philosophie?, München 2012.
- Materialienband „Dynamische Physik“. München 2013.
- mit Klaus Manger und Georg Schmidt: Ereignis Weimar-Jena. Kultur um 1800. Paderborn 2015.